# Conca d'Òdena
La Conca d'Òdena és el sector central de la comarca de l'Anoia. Constitueix una gran depressió de forma circular envoltada de marjals tabulars que es prolonguen, per tres parts del quadrant, per la Depressió Central Catalana i que aquí estructuren els altiplans del puig de l'Aguilera, a l'est, el coll del Solsonès i les calmes de Rubió, al nord, i les de Copons i de Clariana, a l'oest, on hi ha la dorsal segarrenca.
S'hi troben els 9 municipis d'Òdena, Igualada, la Pobla de Claramunt, Capellades, la Torre de Claramunt, Vilanova del Camí, Santa Margarida de Montbui, Jorba i Sant Martí de Tous. Excepte Capellades i la Torre de Claramunt, la resta dels 7 formen part de la Mancomunitat Intermunicipal de la Conca d'Òdena.
A la Conca d'Òdena hi viuen 80.560 habitants (2020).
El territori de la conca d'Òdena corresponia a la sotsvegueria d'Igualada (1385). Llevat del terme d'Igualada, que era vila reial, i corresponia a la baronia de la Conca d'Òdena. Des del segle XVI, hom ha anomenat també la Conca d'Òdena «Baixa Segarra». Durant el primer terç del segle xx, alguns municipis de la conca, com Tous i Jorba, encara asseguraven ser segarrencs. Altres van perdre aquesta identitat tradicional vers la de "comarca d'Igualada".
Aprofitant la plana formada per la Conca d'Òdena al municipi d'Òdena hi ha un aeròdrom i una escola de vol a vela, també hi ha una fàbrica de globus aerostàtics.

## Municipis
Informació actualitzada per un bot. Els canvis manuals es perdran quan s'actualitzi!
| Municipi                   | Habitants | Superfície |
| -------------------------- | --------- | ---------- |
| Igualada                   | 41466     | 8.1        |
| Vilanova del Camí          | 12844     | 10.3       |
| Santa Margarida de Montbui | 10549     | 27.6       |
| Capellades                 | 5567      | 2.94       |
| la Torre de Claramunt      | 4122      | 15         |
| Òdena                      | 3710      | 52.7       |
| la Pobla de Claramunt      | 2353      | 18.5       |
| Sant Martí de Tous         | 1275      | 39.2       |
| Jorba                      | 827       | 30.9       |